# David Dyrssen
David Waldemar Dyrssen, född 10 juni 1922 i New York, död 19 november 2011 i Örgryte församling, var en svensk kemist, professor i analytisk kemi vid Göteborgs universitet. Hans specialintresse var havsvattnets kemi.
David Dyrssen föddes i Tarrytown i delstaten New York i USA som son till överingenjör Waldemar Dyrssen och hans amerikanska maka Eugene, född Baker. Han blev föräldralös vid 8 års ålder och adopterades då av sin fars kusin, senare generallöjtnant Gustaf Dyrssen och dennes första hustru Maia, född Wennerholm.
Dyrssen studerade matematik, fysik och kemi vid Stockholms högskola och blev 1948 anställd vid Försvarets Forskningsanstalt (FOA) i Stockholm, från 1956 som laborator. Han disputerade för filosofie doktorgrad 1956 vid Stockholms universitet och blev därefter docent i fysikalisk kemi där, fram till 1960, då han i stället blev docent i oorganisk kemi vid Kungliga Tekniska Högskolan. År 1963 utnämndes han till Sveriges första professor i analytisk kemi vid Göteborgs universitet. Han innehade denna tjänst till 1988, då han blev emeritus.
Fastän mycket av verksamheten vid FOA var hemligstämplad, kunde Dyrssen publicera delar av sitt arbete i den öppna litteraturen och disputerade på en avhandling om mätmetoder för att bestämma kemiska element som bildas vid kärnreaktioner. Han var här en pionjär i utvecklingen av vätske-vätskeextraktion.
Dyrssen såg tidigt betydelsen av datorer för kemiska beräkningar och publicerade 1968 en bok inom detta område.
Den viktigaste delen av Dyrssens arbete under göteborgsåren handlade om havsvattnets kemi. Detta arbete var experimentellt och praktiskt inriktat. Dyrssen och medarbetare studerade havsvattnets pH i relation till dess innehåll av koldioxid och utvecklade också metoder för bestämning av dess huvudkomponenter som klorid, sulfat, kalcium och magnesium.
Dyrssen var medveten om att nya metoder och teorier i den marina kemin måste testas praktiskt med fältförsök. Han deltog i ett flertal oceanografiska expeditioner på både sovjetiska och amerikanska forskningsfartyg och var ansvarig för den svenska expedition till arktiska farvatten som fick namnet Ymer 80. Han var aktiv i kommittéarbete inom sitt ämne på nationell och internationell nivå, och var ledamot av Kungliga Ingenjörsvetenskapsakademien liksom av Kungliga Vetenskaps- och Vitterhetssamhället i Göteborg.
David Dyrssen är begravd på Örgryte nya kyrkogård.